# Bishanin
Bishanin (tiếng Ả Rập: بشنين) là một ngôi làng Syria nằm trong phó huyện Awj ở huyện Masyaf. Theo Cục Thống kê Trung ương Syria (CBS), Bishanin có dân số 1.971 trong cuộc điều tra dân số năm 2004.